# Odontodactylidae
Odontodactylidae is een familie van kreeftachtigen uit de klasse van de Malacostraca (Hogere kreeftachtigen).

## Geslacht
- Odontodactylus Bigelow, 1893